# Саржанов, Кайрат Асаниязович
Кайрат Асаниязович Саржанов (каз. Қайрат Асаниязұлы Саржанов; род. 1967) — казахстанский дипломат. Чрезвычайный и Полномочный Посол Республики Казахстан в Бразилии (2016—2021), Аргентине и Чили (2017—2021, по совместительству), Швейцарии (с 2022 года), Ватикане, Лихтенштейне, Мальтийском ордене (с 2023 года, по совместительству).

## Биография
Окончил в 1992 году Московский государственный университет им. М. В. Ломоносова, в 1995 году — Дипломатическую академию МИД России.
С августа 1995 года работал на различных должностях в Министерстве иностранных дел Казахстана, в центральном аппарате и заграничных учреждениях.
Март 2013 г. — март 2016 г. — директор департамента администрации и контроля МИД РК.
29 марта 2016 года — 12 февраля 2021 года — Чрезвычайный и Полномочный Посол Республики Казахстан в Федеративной Республике Бразилия.
Февраль 2017 года — 12 февраля 2021 года — Чрезвычайный и Полномочный Посол Республики Казахстан в Аргентинской Республике, Республике Чили по совместительству.
Март 2021 года — 21 октября 2022 года — директор департамента международной безопасности МИД РК.
С 21 октября 2022 года — Чрезвычайный и Полномочный Посол Республики Казахстан в Швейцарской Конфедерации. С 18 апреля 2023 года — Чрезвычайный и Полномочный Посол Республики Казахстан в Княжестве Лихтенштейн по совместительству. С 18 апреля 2023 года по 15 ноября 2024 года — Чрезвычайный и Полномочный Посол Республики Казахстан в Государстве Ватикан, при Суверенном Военном Ордене Госпитальеров святого Иоанна Иерусалимского, Родоса и Мальты по совместительству.